# سيلفيا إيرل
سيلفيا إيرل (بالإنجليزية: Sylvia Earle) هي مستكشفة أمريكية، ولدت في 30 أغسطس 1935 في Gibbstown, New Jersey ‏ في الولايات المتحدة.

## وصلات خارجية
- سيلفيا إيرل على موقع IMDb (الإنجليزية)
- سيلفيا إيرل على موقع الموسوعة البريطانية (الإنجليزية)
- سيلفيا إيرل على موقع الموسوعة البريطانية (الإنجليزية)
- سيلفيا إيرل على موقع قاعدة بيانات الفيلم (الإنجليزية)